# Cobra (Lied)
Cobra ist ein Lied der US-amerikanischen Rapperin Megan Thee Stallion. Es erschien am 3. November 2023 als erste Single ihres dritten Albums Megan.

## Inhalt
Cobra ist ein Rap-Rock-Song, der von Derrick Gray, Joel Banks, S. Clarke, Shawn Jarrett, Tay Banks geschrieben wurde. Der Text ist in englischer Sprache verfasst. Cobra ist 2:48 Minuten lang, wurde in der Tonart C-Moll geschrieben und weist ein Tempo von 138 BPM auf. Produziert wurde das Lied von Bankroll Got It, Derrick Milano, Shawn Jarrett. In dem Lied geht es um Megan Thee Stallions Suizidalität und ihren Kämpfen gegen Depression und Ängstlichkeit, mit denen sie nach dem Tod ihrer Eltern und der Trennung vom Rapper Pardi leidet. Im Text spielt sie auf Pardis Untreue an und erinnert an dem Moment, an dem er ihn mit einer anderen Frau im Bett erwischte. Für das Lied wurde ein Musikvideo veröffentlicht, bei dem Douglas Bernardt Regie führte.
In Zusammenarbeit mit der kanadischen Alternative-Metal-Band Spiritbox wurde fünf Tage später ein Rock-Remix veröffentlicht, der mit 3:05 Minuten etwas länger als die Originalversion ist. Sowohl Megan Thee Stallion als auch die Band stehen bei der Managementfirma Roc Nation unter Vertrag. Megan Thee Stallion hatte die Idee, eine härtere Version des Liedes zu machen und ihr Manager kontaktierte die Band. Innerhalb von 36 Stunden erarbeitete Spiritbox-Gitarrist Mike Stringer die Musik, während die Sängerin Courtney LaPlante zusätzlichen Gesang aufnahm. Zu ihrer Überraschung entschied sich Megan Thee Stallion dazu, LaPlantes Gesang zum Refrain zu mchen.

## Rezeption

### Rezensionen
Malcolm Trapp von Onlinemagazin Rap-Up lobte Megan Thee Stallion dafür, dass sie „ihre Verletzlichkeit und Trotz kanalisiert, während sie die inneren Kämpfe hinter ihrem Erfolg preisgibt“. Joe DiVita vom Onlinemagazin Loudwire schrieb über den Remix mit Spiritbox, dass es sich um einen gut ausgeführten Remix handelt, der Spiritbox’ Vielseitigkeit und ihre songwriterischen Fähigkeiten demonstriert.

### Chartplatzierungen
Cobra platzierte sich in den US-amerikanischen Billboard Hot 100 auf Rang 21 und konnte sich zwei Wochen in den Charts halten. In den britischen Singlecharts platzierte sich das Lied ebenfalls zwei Wochen und erreichte mit Rang 83 seine beste Platzierung. Der Remix erreichte zudem Rang 47 in den US-amerikanischen Rockcharts.
| ChartsChartplatzierungen            | Höchstplatzierung | Wochen |
| ----------------------------------- | ----------------- | ------ |
| Vereinigte Staaten (Billboard)      | 21 (2 Wo.)        | 2      |
| Vereinigte Staaten (Billboard Rock) | 47 (1 Wo.)        | 1      |
| Vereinigtes Königreich (OCC)        | 83 (2 Wo.)        | 2      |